# Севастопольське міське об'єднання Всеукраїнського товариства «Просвіта» імені Тараса Шевченка
Севастопольське міське об'єднання Всеукраїнського товариства «Просвіта» імені Тараса Шевченка (1989) колишнє Товариство «Кобзар» (1901) — українська громадська організація культурно-освітянського спрямування.
Голова об'єднання з 2003 року по теперішній час — Володимир Проценко.

## Історія

### Початок ХХ століття
З початку XX століття відбувається відродження українського національного руху, зокрема й на флоті, де постають українські громади та національно-культурні товариства. Серед найвідоміших гурток «Кобзар» в Севастополі. Його очолював директор севастопольської державної жіночої гімназії професор В'ячеслав Лащенко, а членами були відомі в майбутньому старшини — творці Українського флоту — підполковник по адміралтейству Володимир Савченко-Більський, командир севастопольського флотського півекіпажу, підполковник Микола Неклієвич, підполковник військово-морського судового відомства Вадим Богомолець, капітан військово-морського санітарного відомства Іван Гікс, а також інженер Левко Мацієвич, один із перших льотчиків та авіаконструкторів Російської імперії. Члени гуртка «Кобзар» проводили активну культурно-просвітницьку діяльність: організовували літературні та драматичні вечори, вечори пам'яті Тараса Шевченка, читання рефератів та обговорення українських тем.
За спогадами Якима Христича, в березні 1917 року гурток «Кобзар» «був перейменований на Севастопольську українську чорноморську громаду», яка стала центральною координаційною організацією українського руху на ЧФ і діяла до подій червоного терору в Криму наприкінці того ж року.

### Відродження традицій
Севастопольське міське об'єднання Всеукраїнського Товариства «Просвіта» (СМО ВУТ «Просвіта») — громадська організація українців у Севастополі, відроджена міськими українцями в 1989 році, як наступник товариства «Кобзар», спершу під назвою товариство української мови, а потім — товариство «Просвіта».
Ініціативний Комітет у складі ветерана Німецько-радянської війни, лектора товариства «Знання» Івана Шевченка, журналіста Миколи Гука та науковця Богдана Єналя 10 березня 1989 року розіслав «Звернення», яким запросили всіх охочих на перше (установче) зібрання Товариства української мови ім. Тараса Шевченка у Севастополі. Збори відбулися в неділю 21 травня 1990 року у приміщенні філіалу республіканського Будинку економічної і науково-технічної пропаганди. Членами товариства стали робітники, вчителі, військовослужбовці, всього 20 осіб, прийнято Статут, обрано Раду в кількості 6 осіб. Головою Товариства обрано Миколу Гука. Головним напрямком статутної роботи новоствореного Товариства української мови ім. Шевченка було записано: «Захист української мови та культури і впровадження її у всі сфери життя». Установчі збори прийняли ухвалу запропонувати замінити двадцяту статтю Основ законодавства Союзу РСР і викласти її в такій редакції: «Вивчення національної мови в школах з російською мовою навчання викладання є обов'язковим».
Історія товариства — це двадцятирічна боротьба українців Севастополя за свою національну гідність і честь, за можливість духовно продовжити українську культуру і традиції в дітях і онуках, це об'єднання людей, які відроджують рідну мову, творять життя за звичаями і традиціями свого народу, пропагують серед населення найкращі зразки української культури.
Після створення Товариства в складі його було організовано український народний хор (керівник Віктор Ковальчук), драматичний гурток, який поставив спектаклі «Лісова пісня» Лесі Українки та «Вертеп» (керівники Олександр і Любов Гуляєви, Борис Мазур). Керівництво організовує музичні вечори, присвячені творчості Т. Шевченка, Лесі Українки, О. Петрусенко, та ряду інших просвітницьких заходів. В 1990 році просвітяни — лікар Леонід Амелькович і командир тральщика «Сигнальщик» ЧФ капітан-лейтенант Ігор Тенюх були обрані депутатами Севастопольської міської Ради і створили депутатську групу «Україна». Тоді ж вийшов під редакцією інженера Володимира Притули перший номер просвітянської газети «Промінь», який поклав початок до заснування газети «Дзвін Севастополя» з авторсько-редакційним колективом у складі істориків Валька Кравченка та Павла Стодолі, письменника Дмитра Вітюка, просвітян Мацьківа та Житнікової. Була створена Севастопольська українська літературна спілка голова Дмитро Вітюк, член Національної Спілки письменників України.
Офіцери дійсної служби — просвітяни В. Холодюк, І. Тенюх, О. Подольний, В. Махно, Б. Корпан, А. Капінос, В. Федорончук та ряд інших утворили севастопольський осередок Спілки офіцерів України і першими повели роботу за утворення Військово Морських Сил України, стали ядром організаційної групи українського флоту. Було відкрито в школі-інтернаті № 1 українську недільну школу, в якій викладали просвітяни В. Г. Мекленбурцева, О. О. Гречко, Т. В. Мазур, Б. М. Процак. Управління освіти було вимушене відкрити українську школу-інтернат № 7, українсько-російський ліцей № 8, та українсько-російську гімназію № 53 (нині гімназія № 3 ім. Лесі Українки).
В різний час, до розбудови міського Товариства та виконання статутних положень найбільше доклали зусиль рядові активісти А.Валентюк, Є. Вітвицька, Д.Вітюк, О.Гринник, О.Гречко, М.Гук, М.Дрозда, С.Дорошенко, Є.Дягілєва, К.Житнікова, Б.Єналь, Ю.Ільїн, Г.Колесник, К.Перепадя, Т.Петрикова, Л.Пласкальна, О.Козуб, В.Ковальчук, В.Кравченко, О.Куракса Л.Кутузова, І.Лосєв, М.Мамчак, Т.Маслова, А.Нездійминога, Н.Орел, В.Пилипенко, М.Пляшечник, І.Подільник, О.Подольний, Б.Процак, К.Трубнікова, І.Тенюх, О.Хижіна, Л.Холодюк, І.Шевченко З.Яковлєва, Л.Ярушевський та наші активісти діаспори М.Герасевич, В.Мацьків, В.Боднар, Б.Боднар, Ю.Кошарський, Т.Шенкарук-Гук.
Станом на 2013 рік Товариство налічувало 26 почесних членів, з 2012 року — 86 індивідуальних і 14 колективних членів, всього 1611 осіб. Рада об'єднання — 13 осіб, правління 9 осіб.
Склад керівництва станом на 2013 рік: голова — Володимир Проценко, перший заступник голови — Мирослав Мамчак, заступник голови — відповідальний секретар Світлана Дорошенко, заступник голови — Любов Пласкальна, голова ревізійної комісії — Олександр Куракса.
У різні часи провідні діячі міського об'єднання «Просвіта» за високі показники нагороджені державними нагородами: Орденами «Княгині Ольги» першого і другого ступеня — 2, званнями заслуженого діяча мистецтв України — 1, заслуженого артиста України — 2, заслуженого працівника культури України — 3, Заслуженого працівника освіти України — 2, Заслуженого журналіста України — 3, заслуженого майстра народної творчості України — 1, та відомчих нагород Міністерства Збройних Сил України — 18, Міністерства культури і туризму — 2, Міністерства освіти і науки — 3. Присвоєні звання заслуженого працівника культури АРК — 3,заслуженого артиста АРК — 2; «Почесними грамотами» Севастопольської міської адміністрації — 5, управління культури і туризму — 9, освіти і науки — 6. Удостоєні високої відомчої нагороди ВУТ «Просвіта» «Будівничий України» — 12, нагород Спілки офіцерів України — 7, нагород Українського козацтва — 8, в тому числі «Герой Козацтва» — 2, грамот і дипломів переможців фестивалів, конкурсів і громадських організацій — 23.
Після окупації Криму правління Севастопольського міського об'єднання ВУТ «Просвіта» призупинило свою діяльність на території Севастополя (Рішення конференції від 23 березня 2014 року). Голова міського об'єднання Володимир Проценко був змушений переселитися до Києва, де продовжує діяльність у екзилі.

## Голови товариства

Володимир Проценко

- Микола Гук, засновник Товариства, голова в 1989—1992 роках;
- Богдан Єналь, засновник Товариства, виконував обов'язки голови в 1993 році;
- Ігор Ільїн, голова в 1994—1996 роках;
- Богдана Процак, голова в 1996—1998 роках;
- Микола Гук, голова в 1998—2003 роках, почесний голова з 2003 року;
- Володимир Проценко, голова з 2003 року.